# Сичинский, Владимир Ефимович

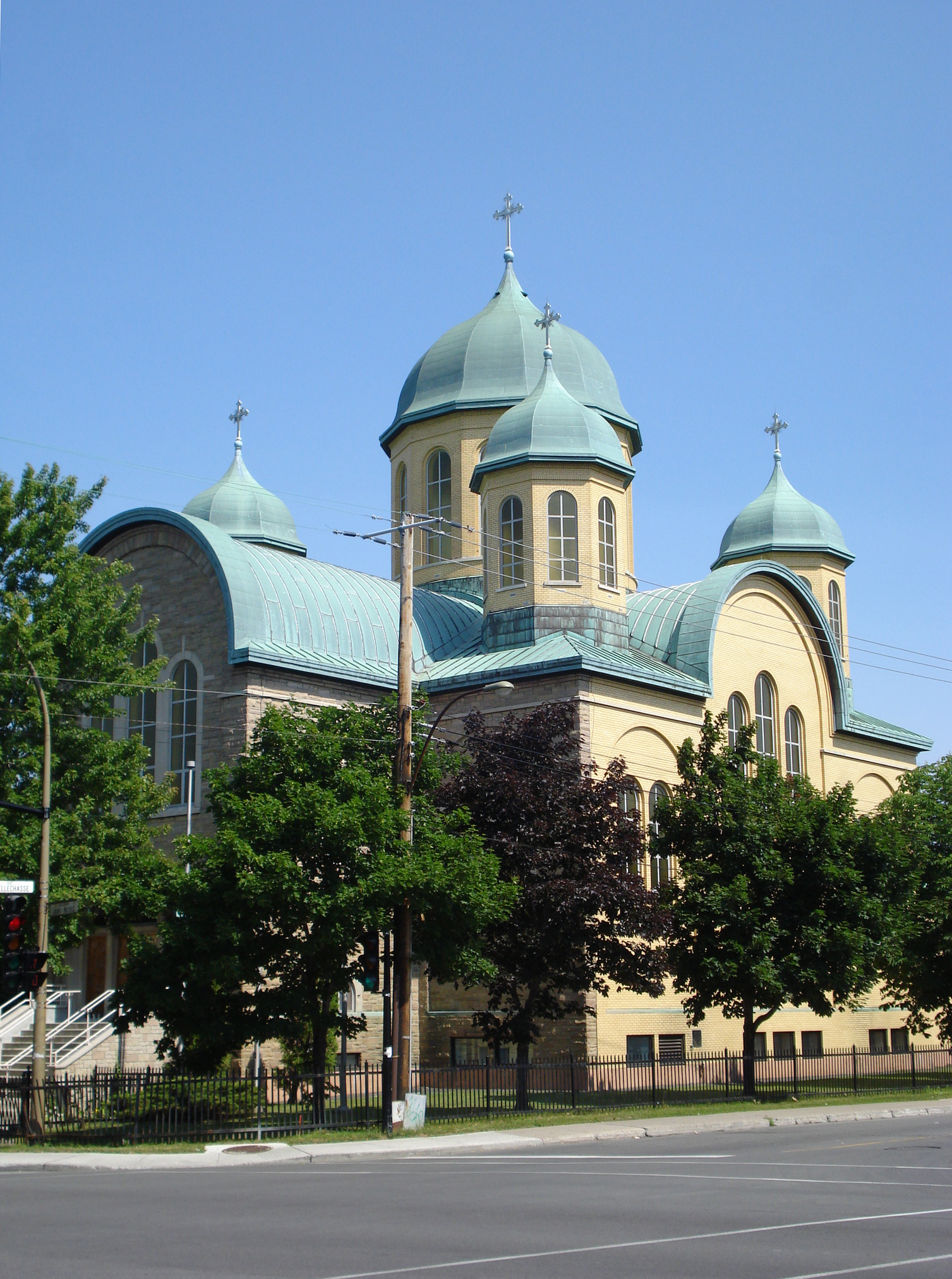
Православный собор святой Софии, Монреаль, Канада

Влади́мир Ефи́мович Сичи́нский (укр. Володи́мир Юхи́мович Січи́нський ; 24 июня 1894, Каменец-Подольский, Подольской губернии, Российская империя — 25 июня 1962, Патерсон, Нью-Джерси, США) — украинский  архитектор, график и искусствовед. Доктор философии.

## Биография
Сын православного священника, протоиерея Е. И. Сецинского (Сичинского), историка, археолога и культурно-общественного деятеля Подолья.
Учился в технической школе и на курсах художественной школы в Каменце-Подольском.
В 1917 году окончил Институт гражданских инженеров императора Николая I в Петрограде.
Принимал активное участие в создании Архитектурного института в Киеве в 1918—1919 гг. Занимал ответственные должности на Подолье. После упадка украинской государственности эмигрировал в Галичину.

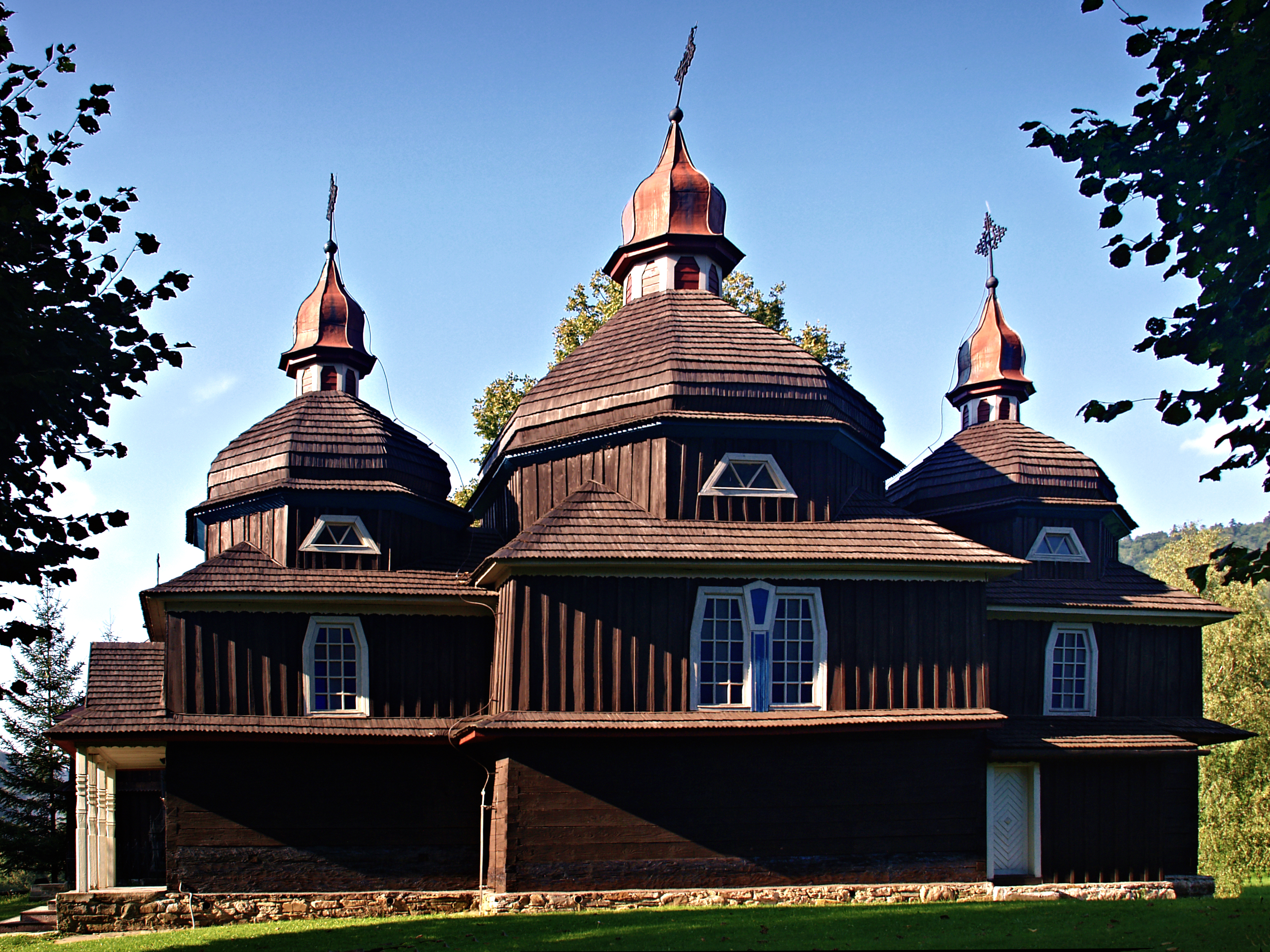
Деревянная церковь Охраны Богородицы в д. Нижны Комарник, Словакия

В 1920—1923 жил и работал во Львове, в 1923—1945 — в Праге, где продолжил учёбу в Карловом университете (1923—1926). После — преподаватель, доцент Украинского педагогического института, в 1934—1942 — председатель Украинского общества книголюбов в Праге, с 1940 — профессор Украинского Свободного Университета, позже — жил в Германии. В 1949 г. — эмигрировал в США, поселился в Нью-Йорке.

## Творчество
Автор ряда успешных архитектурных проектов, базирующихся на органической связи между новыми строительными средствами и украинским стилем прошлых веков, по которым построены:
- храм в Михаловце (Словакия, 1933—1934; приближен по форме к старым черниговским храмам),
- деревянная церковь Охраны Богородицы в д. Нижны Комарник, Словакия (1938)
- церковь в Виппени близ Нью-Йорка (1949),
- церковь в Порту-Униан (Бразилия) (1951),
- православный собор святой Софии, Монреаль, Канада (конец 1950-х гг.)

График-иллюстратор, реформатор книжного оформления. Выполнил большое количество обложек, печатных знаков, марок, плакатов, каталогов, гербов украинских земель. Оформлял украинские журналы, выходившие в Америке («Вестник», «Крылья», «Волынь» и др.). Оформил более 70 собственных и чужих книжных изданий. Автор ряда исследований в области украинского искусства и художественного промысла.
Был соредактором «Енциклопедії українознавства».
Умер Владимир Сичинский 25 июня 1962 в городе Патерсон, штат Нью-Джерси, США.

## Избранные публикации об архитектуре
- 1925 — Дерев’яні церкви і дзвіниці Галицької України 16-19 ст.
- 1925 — Архітектура в стародруках
- 1925 — Архітектура старокнязівської доби X—XII ст.
- 1935 — Архітектура катедри св. Юра у Львові]
- 1940 — Monumenta Architecturae Ukrainae
- 1952 — Пам’ятки української архітектури
- 1956 — Історія українського мистецтва. Архітектура (1-2)

## Избранные публикации о графике
- 1937 — Історія українського граверства XVI—XVIII ст.
- 1938 — Друкарські і українські видавничі знаки XVI—XVIII ст.
- 1934 — Олександр Антоній Тарасевич (монографія)
- 1936 — Григорій Левицький (монографія)
- 1937 — Шевченко-гравер (монографія)
- 1943 — Юрій Нарбут (монографія)

## Избранные публикации об украинском художественном промысле
- 1936 — Нариси з історії української промисловості
- 1944 — Українське ужиткове мистецтво
- 1943 — Українські орнаменти історичні (альбом)
- 1943, 1946 — Українські орнаменти народні (альбом)

## Другие работы
- 1937 — Вступ до українського краєзнавства

## Иллюстрированные работы
- Еверс, Г. Г. (1923). Індія і я. Львів: Накладом Видавничої Спілки[3].